# Mysmenella
Mysmenella is een geslacht van spinnen uit de  familie van de Mysmenidae.

## Soorten
- Mysmenella gongi Yin, Peng & Bao, 2004
- Mysmenella illectrix (Simon, 1895)
- Mysmenella jobi (Kraus, 1967)
- Mysmenella menglunensis Lin & Li, 2008
- Mysmenella mihindi Baert, 1989
- Mysmenella ogatai Ono, 2007
- Mysmenella papuana Baert, 1984
- Mysmenella pseudojobi Lin & Li, 2008
- Mysmenella saltuensis (Simon, 1895)
- Mysmenella samoensis (Marples, 1955)